# Marché des halles de Deauville
Pour les articles homonymes, voir Marché, Halle et Deauville (homonymie).
Le marché des halles de Deauville est un marché traditionnel, sous des halles à colombages normands, de 1923, dans le centre-ville de Deauville, dans le Calvados en Normandie.

## Historique
Ce marché couvert traditionnel à ciel ouvert, se tient sous deux halles remarquables à colombages de 1923, avec toiture en tuile plate, et épis de faîtage en céramique d'art peint, sur la place du Marché (près de la place Morny) dans un décor de maisons normandes traditionnelles du centre-ville historique de Deauville. 

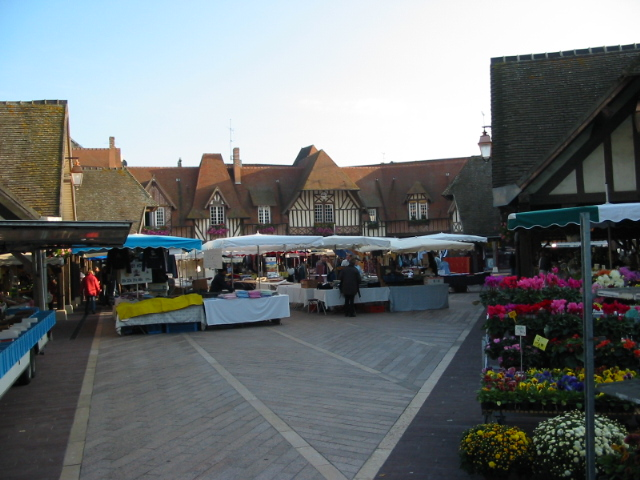
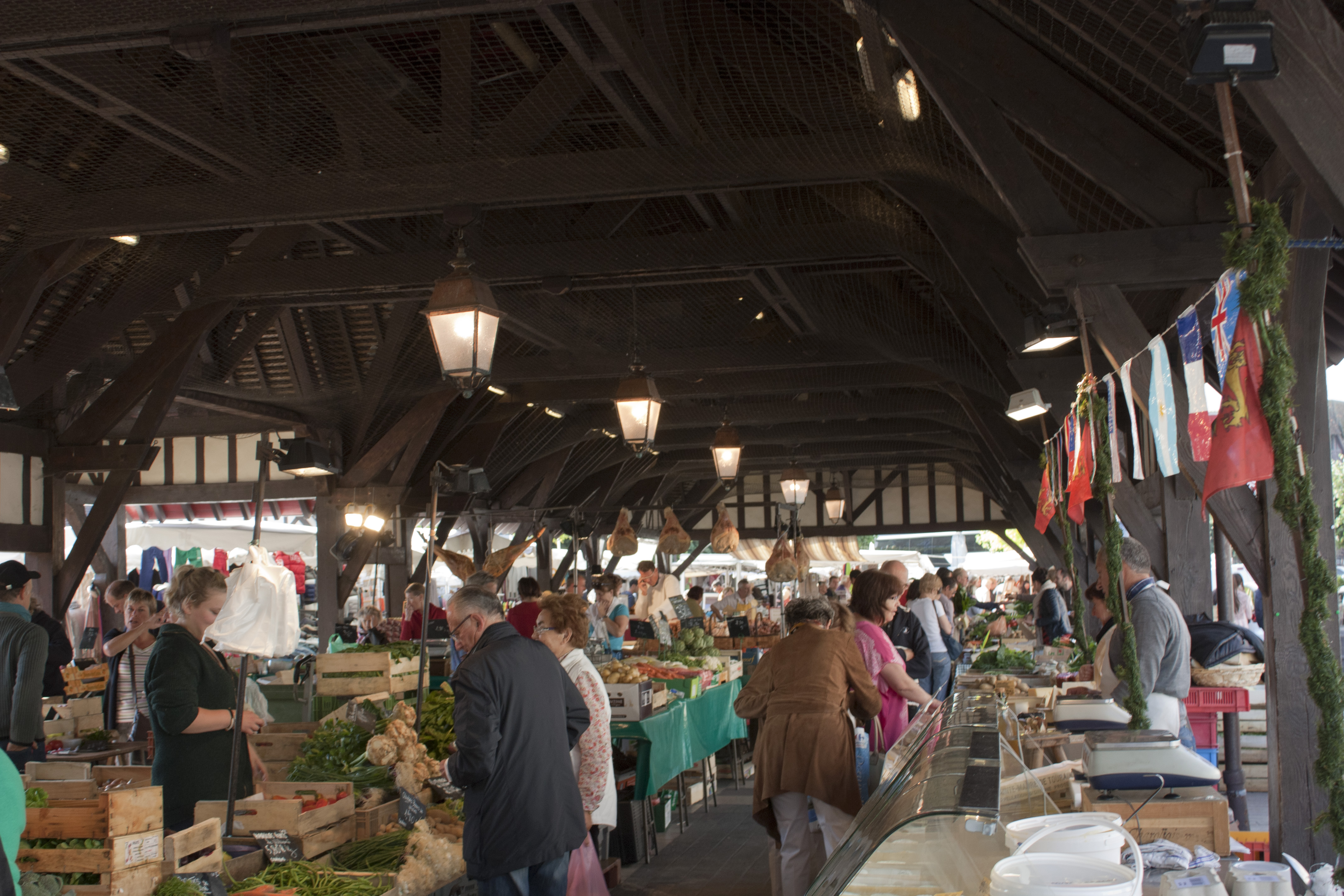
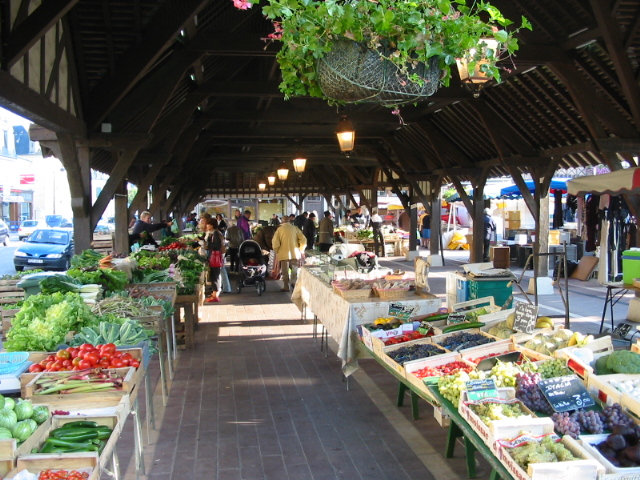

Des producteurs locaux y vendent entre autres des spécialités de terroir de la cuisine normande, poissons et fruit de mer des ports de pêche locaux, volailles normandes, fromages, fruits et légumes, jambon de pays... ainsi que vêtements, fleurs, livres...

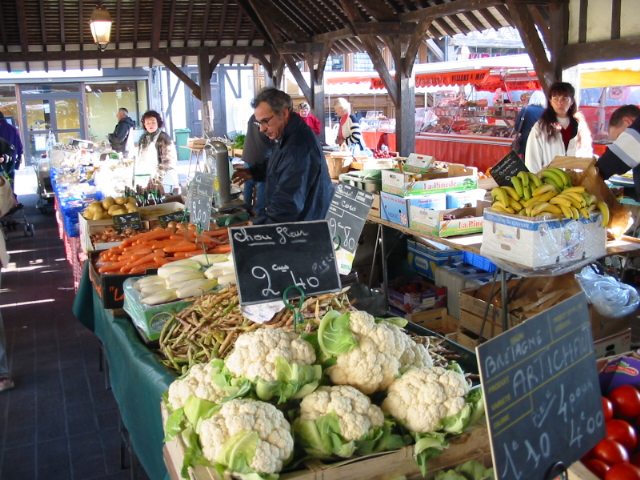
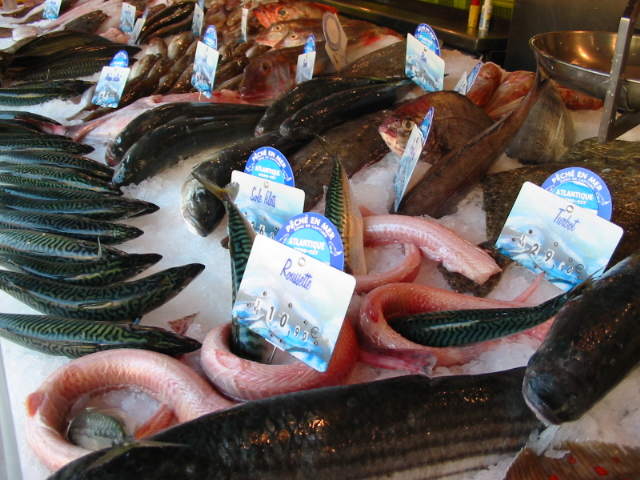
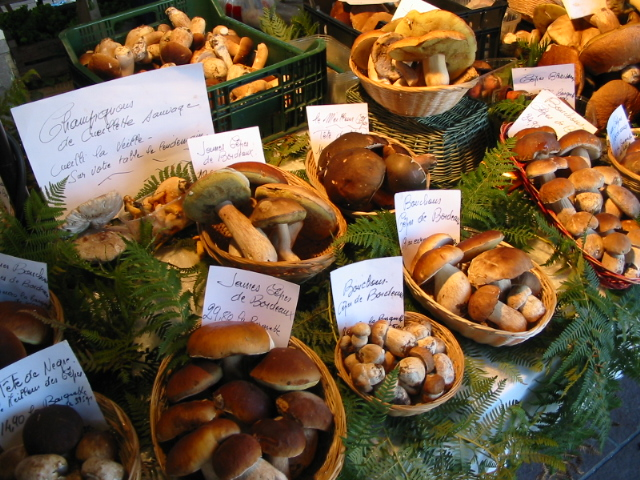